# ملعب يوساش
ملعب يوساش (بالإنجليزية: Estadio Usach)‏ هو ملعب كرة قدم يقع في سانتياغو، تشيلي، يتسع لـ 3,000 متفرج.